# Hosszú hadjárat
A hosszú hadjárat más néven balkáni hadjárat egy Hunyadi János, I. Ulászló és burgundi Fülöp herceg által vezetett, és számos európai uralkodó török elleni hadjárata volt a Balkánon 1443. július 22. és 1444. január 25. között. Ezt IV. Jenő pápa hirdette ki 1443. január 1-jén.
A hosszú hadjárat és annak döntő ütközete, az 1444. november 10-én vívott várnai csata, melynek során elesett I. Ulászló király és az expedíció pápai képviselője, Giuliano Cesarini bíboros is, a keresztes szövetség meghatározó vereségét eredményezte.

## Története

### Előzmények
Hunyadi János, aki Luxemburgi Zsigmond szolgálatában állt, úri udvarokban nevelkedhetett. Zsigmond 1433-ban figyelt fel rá, lovagjai közé emelte. Hunyadi, királya mellett harcolt az itáliai és csehországi hadjáratok során, így tapasztalt, jól képzett katonává vált. A Zsigmond halálát követő hatalmi harcok során emelkedett a bárók soraiba, I. Ulászló támogatásában viselt tevékeny szerepéért az uralkodótól jutalmul kapta az erdélyi vajdaságot, a temesi főispánságot és a nándorfehérvári kapitányságot is. Az 1440-es évekre az ország egyik leghatalmasabb bárójává vált, az ország haderejének jelentős részét irányítása alatt tartva. Hunyadi seregei eredményesen vették fel a harcot a betörő török hadakkal szemben, 1442 során megsemmisítette Mezid bég visszavonuló seregét, a Törcsvári-szoros előterében pedig vereséget mért a ruméliai beglerbég főerejére. Hunyadi János a törökkel folytatott harcok során méltán vált népszerűvé mind a bárók, mind pedig a kis-, és középnemesség soraiban. Végül Hunyadi győzelmei sarkallták I. Ulászlót a „hosszú hadjárat”-nak is nevezett támadó hadmozdulat elindítására, melyben a báró hadaival az egyesített magyar, lengyel és délszláv sereg főerejét képezte.

## A hadjárat

### Korai harcok
IV. Jenő pápa 1443. január 1-jén tett közzé egy keresztes bullát. Május elején olyan hírt kapott, hogy „a törökök rossz állapotban vannak, ezért könnyű őket Európából kiüldözni.” Háborút üzent II. Murád szultánnak az 1443-as virágvasárnapi budai lakoma során.A Budáról induló keresztény sereg, magyar és lengyel bandériumokból (ezekben nehéz- és könnyűlovasok szolgáltak),  cseh és német gyalogos és lovas zsoldosokból, néhány ezer önkéntesből, 3000 szekérből, 10 000 később csatlakozó szerb könnyűlovasból és gyalogosból, összesen mintegy 35 000 emberből állt. A hadsereget a fiatal uralkodó is elkísérte. Hunyadi parancsnoksága alatt a sereg átkelt a Dunán, és elfoglalta Nisszát és Szófiát.
A keresztesek, Ulászló, Hunyadi és Brankovics György (Đurađ Branković) despota vezetésével, október közepén támadtak. Jól sejtették, hogy Murád nem lesz képes gyorsan mozgósítani hadseregét, amely elsősorban a bűnözőkből álló lovasságból állt, akiknek el kellett végezniük a betakarítást, hogy be tudják fizetni az adót. Hunyadinak az 1441–42-es téli hadjáratai során szerzett tapasztalatai előnyt biztosítottak a magyaroknak. Jobb páncélokkal is rendelkeztek, gyakran a török fegyvereket használhatatlanná tették. Murád nem támaszkodhatott a ruméliai csapata hűségére, ezért nehézségekbe ütközött a magyar taktika ellen.
Az első összecsapás Krusevác vára mellett történt, ahol Hunyadi nagyobb török sereget vert szét, és elfoglalta a várat.
1443. november 2-án Hunyadi legyőzte Kászim ruméliai beglerbég kétszeres túlerőben lévő seregét. A csatában legalább 2000 török esett el.

### Nisszai csata
A nisszai csatában (a mai szerbiai Niš mellett) a keresztesek győztek, és arra kényszerítették Kászim pasát és társparancsnokát, Turahan béget, hogy elmeneküljön a bulgáriai Szófiába, hogy figyelmeztesse Murádot az invázióról. Ugyanakkor mindketten felégették az összes falut, ami az útjukba került, hogy megpróbálják a kereszteseket visszatartani a felperzselt föld taktikával. Amikor megérkeztek Szófiába, azt tanácsolták a szultánnak, hogy égesse fel a várost, és vonuljon vissza a hegyszorosokba, ahol a törökök kisebb hadsereg nem szenvedne akkora hátrányt.

### Szlaticai csata
December elején Szófiából is kiszorították a törököket. A lakosság a keresztény sereget fölszabadítóként fogadta. Közben II. Murád szultán (1421-51) az ázsiai török sereggel átkelt a Boszporuszon, Hunyadi ennek ellenére folytatta a hadjáratot. A Halil nagyvezír vezette sereg december 12-én a Szlatica (Zlatica)-hágó mellett ütközött meg Hunyadival.
A szlaticai csatáig a keresztesek nem találkoztak egy nagyobb török hadsereggel, hanem csak a Drinápoly felé vezető útvonalon lévő városi helyőrségekkel. Végül, Szlaticánál találkoztak az oszmán hadsereg erős és jól elhelyezett védelmi erőivel. A keresztesek vereséget szenvedtek. Miközben mentek haza, A szultán a megfogyatkozott keresztény csapatok után küldte seregét. Kászim beglerbég csapatai december 24-én érték utol a keresztény utóvédet, amely Hunyadi vezetésével szétverte a török sereget, majd csatlakozott a főerőkhöz. 1444. január 2-án: a Kunovica-hágónál a törökök megkísérelték az egész keresztény sereg megsemmisítését, de Hunyadi szétverte Turahán bég seregét, ahol elfogták Mahmud béget, a szultán sógorát és Çandarlı Halil Pasha nagyvezír testvérét. A csata után négy nappal a keresztény hadsereg elérte Prokuplje-t. Đurađ Branković azt javasolta I. Ulászlónak és Hunyadi Jánosnak, hogy maradjanak a szerb erődített városokban télen, és folytassák a törökök elleni hadjáratot 1444. tavaszán. Ők elutasították javaslatot és visszavonultak. A keresztény sereg január 25-én érkezett vissza Nándorfehérvárra. A hadjárat Szerbia és Bulgária nagy részének fölszabadítása ellenére csak részleges sikert hozott. Nem sikerült Drinápolyt bevenni, s a törököt Európából kiszorítani.

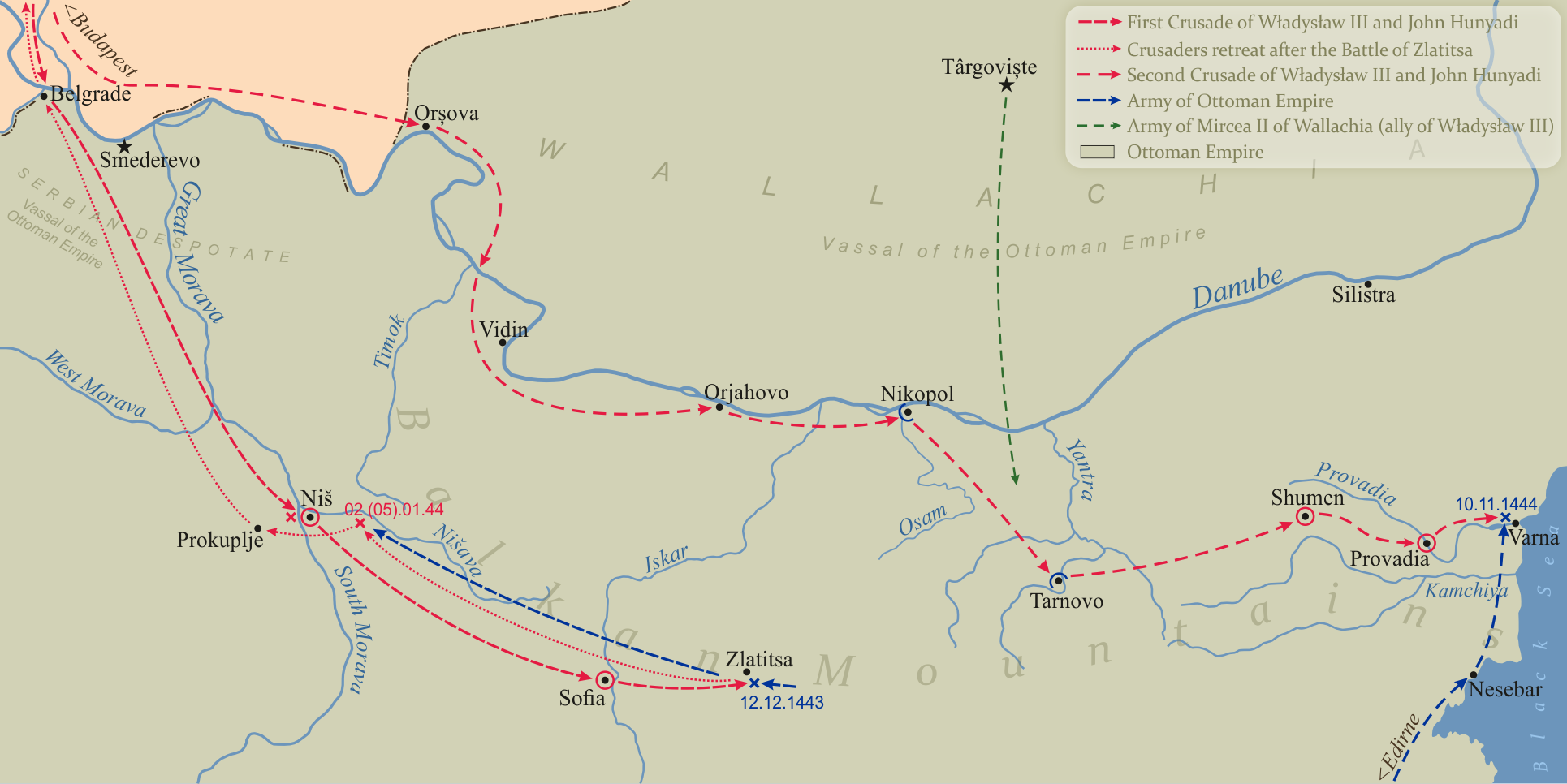
I. Ulászló és Hunyadi János hadjáratai

### Béketárgyalások
Úgy gondolják, hogy Murádnak a legnagyobb vágya volt a béke. Nővére többek között könyörgött neki, hogy férjét, Mahmudot engedje szabadon, és felesége, Mara, Đurađ Branković leánya további nyomást gyakorolt rá. 1444. március 6-án Mara küldöttet küldött Brankovićhoz; megbeszélésük megkezdte a békés tárgyalásokat az Oszmán Birodalommal.
1444. április 24-én Ulászló levelet küldött Murádnak, amelyben kijelentette, hogy nagykövetének, Stojka Gisdanić-nek a teljes nevében teljes jogkörrel jár Drinápolyban tárgyalni. Azt kérdezte, hogy a megállapodás megkötése után Murád Magyarországra küldi-e saját nagyköveteit a szerződéssel és olyan esküvel, amelyet Ulászló letehet.
Ugyanezen a napon Ulászló Budán tartott lakomát, ahol Giuliano Cesarini bíboros előtt megesküdött, hogy nyáron új hadjáratot vezet a törökök ellen. László trónra  helyezésének legerősebb támogatója szintén beleegyezett fegyverszünetbe, ezzel elkerülve egy újabb polgárháború veszélyét.
1444. június és augusztus között tárgyalásokat folytattak a szerződésről, először Drinápolyban, majd Szegeden. A keresztesek azonban nem voltak teljesen érdekeltek a békében, főleg amiatt, mert Cesarini szorgalmazta a keresztes hadjárat folytatását. A bíboros végül olyan megoldást talált, amely lehetővé tenné mind a harc folytatását, mind a szerződés megerősítését, és 1444. augusztus 15-én esküt tett a drinápolyi békében.

### Végső hadjárat
Röviddel a szerződés rövid távú követelményeinek teljesítése után a magyarok és szövetségeseik folytatták a keresztes hadjáratot. Murád, aki nem sokkal a szerződés teljesítése után visszavonult, újra a török hadsereg élére állt. 1444. november 10-én a két hadsereg összecsapott a várnai csatában. A törökök döntő győzelmet arattak a súlyos veszteségek ellenére, míg a magyarok és a keresztesek elveszítették a királyukat, I. Ulászlót és több mint 15 000 embert.

## Következmények
Sok keresztes halálra fagyott, még sokan meghaltak kisebb csatákban, és sok európait elfogtak. Magyarországon újra polgárháború lett, amíg Hunyadit[pontosabban?] 1446 júniusában megválasztották a csecsemő László régensévé. Branković megőrizte Szerbia feletti irányítását.
A várnai török győzelem, majd az 1448-as második rigómezei csatában elszenvedett újabb keresztény vereség visszatartotta az európai államokat attól, hogy 1453-ban, Konstantinápoly ostromakor jelentősebb katonai segítséget küldjenek a Bizánci Császárságnak, annak ellenére, hogy II. Piusz pápa hivatalosan hároméves keresztes hadjáratot hirdetett meg.

## Fordítás
- Ez a szócikk részben vagy egészben  a   Crusade of Varna című angol Wikipédia-szócikk ezen változatának fordításán alapul.  Az eredeti cikk szerkesztőit annak laptörténete sorolja fel. Ez a jelzés csupán a megfogalmazás eredetét és a szerzői jogokat jelzi, nem szolgál a cikkben szereplő információk forrásmegjelöléseként.